# 辻堂新町
辻堂新町（つじどうしんまち）は、神奈川県藤沢市の地名。現行行政町名は辻堂新町一丁目から辻堂新町四丁目。住居表示実施済み区域。

## 地理
藤沢市の西部に位置する。東に引地川、南に東海道本線がある。北は羽鳥、東は鵠沼神明、南は辻堂元町、西は辻堂神台である。西から順に一丁目から四丁目までがある。四丁目は工場跡地を利用した商業地区である。西側に、神奈川県道307号辻堂停車場羽鳥線が南北に縦断している。

## 歴史
平安時代は、大庭御厨の一部で伊勢神宮の荘園であった。京浜工業地帯の一部として工場が多く置かれた。

### 沿革
- 平安時代中期（10世紀） - 相模国高座郡土甘（とかみ・となみ）郷の一部となる。
- 1104年（長治元年）ころ - 鎌倉景正が大庭御厨を開拓し、その一部となる。
- 鎌倉時代 - 辻堂および茅ヶ崎を含む広域の地名で「八的ヶ原」（やまとがはら）、後に「八松ヶ原」（やつまつがはら）と呼ばれる。

- 1873年（明治6年）5月1日 - 神奈川県が区番組制を施行し、辻堂村は第17区となる。小字および地番が制定される。
- 1878年（明治11年）11月18日 - 郡区町村編制法により、行政区画としての高座郡辻堂村が編成され、当地はその一部となる。
- 1889年（明治22年）4月1日 - 町村制が施行され、辻堂村、大場村、羽鳥村および稲荷村が合併し、神奈川県高座郡明治村となる。
- 1908年（明治41年）4月1日 - 明治村、藤沢大坂町および鵠沼村が合併して、藤沢町となる。
- 1931年（昭和6年）2月17日 - 江ノ島電気鉄道高山車庫（後の神奈川中央交通藤沢営業所）が設置される。
- 1940年（昭和15年）10月1日 - 藤沢町が市政を敷き、藤沢市となる。
- 1960年（昭和35年）8月 - 日本オイルシール工業（後のNOK）株式会社藤沢工場が、大字辻堂字高山3900番地の1に竣工。
- 1961年（昭和36年）9月 - 仲田電気株式会社藤沢工場（後のソニー湘南テクノロジーセンター）が、後の辻堂新町三丁目3-1に竣工[6]。
- 1965年（昭和40年）8月25日 - 日本電池株式会社藤沢工場が、大字辻堂字高山4300番地の1に竣工。住金発条株式会社（後の株式会社スミハツ）本社工場が、後の辻堂新町一丁目2-1に竣工。
- 1968年（昭和43年）10月1日 - 辻堂新町一丁目から四丁目までを新設[7]。
- 1981年（昭和56年） - 株式会社スミハツ本社工場が茨城県へ移転する[8]。
- 1983年（昭和58年）5月17日 - ニチイ辻堂店が開店する[9]。
- 1985年（昭和60年）2月 - 株式会社スミハツ本社工場跡地に、住宅・都市整備公団辻堂駅前ハイツが完成。

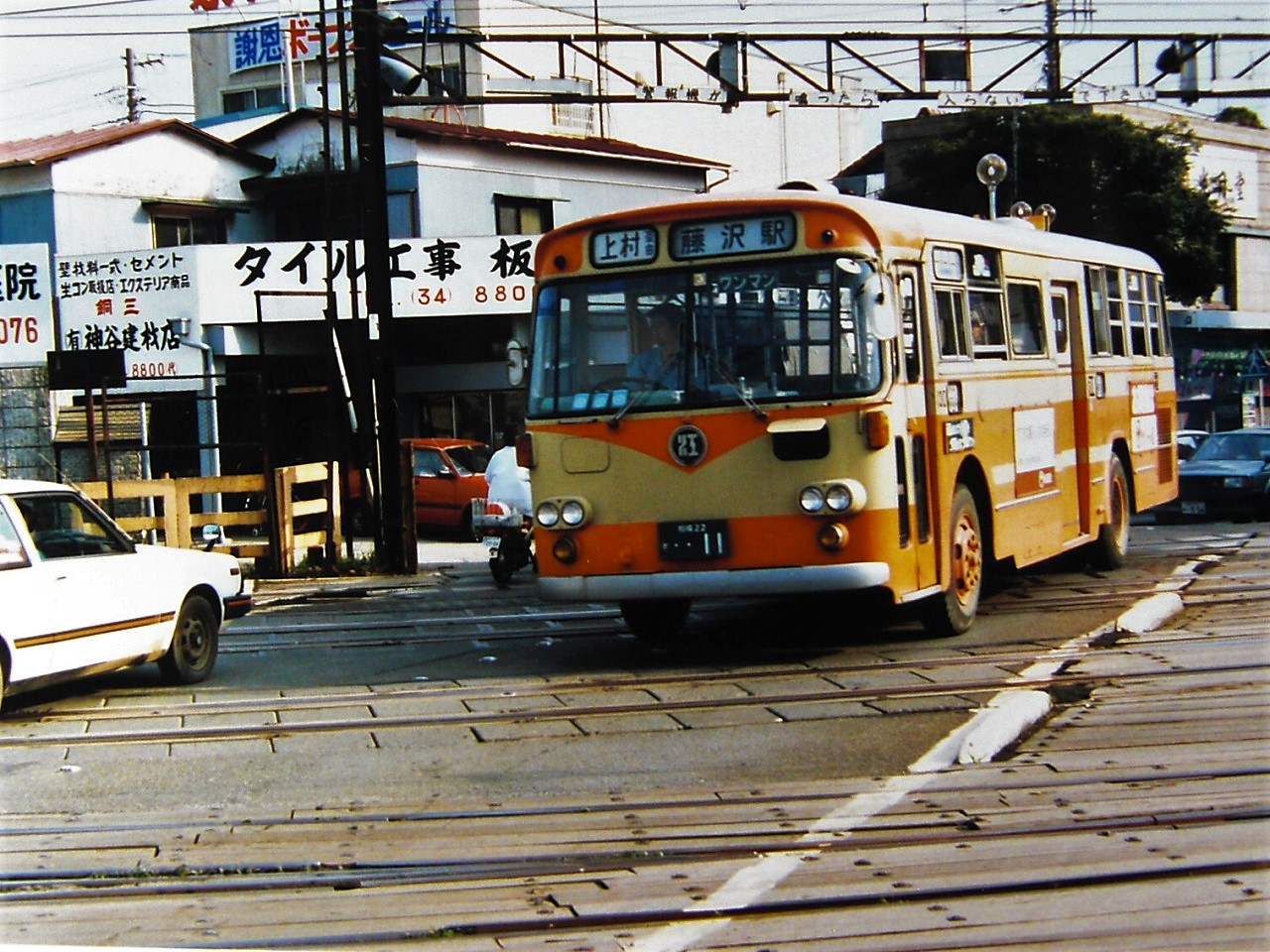
羽鳥踏切　撮影 : 1985年

- 1994年（平成6年）11月 - 辻堂駅東側にあった羽鳥踏切が立体交差化、湘南辻堂地下道となった。
- 2001年（平成13年）9月20日 - 日本電池株式会社藤沢工場が廃場する。
- 2003年（平成15年）3月20日 - 日本電池株式会社藤沢工場跡地に、湘南モールフィルが開業する。
- 2005年（平成17年） - NOK株式会社藤沢工場が廃場する。
- 2006年（平成18年） - エルナー株式会社本社工場（辻堂新町二丁目2-1）が廃場する。
  - 6月1日 - NOK株式会社藤沢工場跡地に、ミスターマックス湘南藤沢ショッピングセンターが開業する。

## 町名の変遷
| 実施後         | 実施年月日    | 実施前（特記なければ、各字名ともその一部）       |
| -------------- | ------------- | ------------------------------------------------ |
| 辻堂新町一丁目 | 1968年10月1日 | 大字辻堂字熊ノ森・字土打、大字羽鳥字萩原         |
| 辻堂新町二丁目 | 1968年10月1日 | 大字辻堂字後山（全域）、大字羽鳥字打越・字汲田   |
| 辻堂新町三丁目 | 1968年10月1日 | 大字辻堂字ガル池・字高山、大字羽鳥字汲田・字柏木 |
| 辻堂新町四丁目 | 1968年10月1日 | 大字辻堂字猪王面（全域）・字高山・字ガル池       |

## 世帯数と人口
2023年（令和5年）9月1日現在（藤沢市発表）の世帯数と人口は以下の通りである。なお、四丁目の人口は0人のため、省略とする。
| 丁目           | 世帯数    | 人口    |
| -------------- | --------- | ------- |
| 辻堂新町一丁目 | 1,512世帯 | 3,110人 |
| 辻堂新町二丁目 | 1,233世帯 | 2,693人 |
| 辻堂新町三丁目 | 1,049世帯 | 2,518人 |
| 計             | 3,794世帯 | 8,321人 |

### 人口の変遷
国勢調査による人口の推移。
| 年                 | 人口  |
| ------------------ | ----- |
| 1995年（平成7年）  | 6,809 |
| 2000年（平成12年） | 7,066 |
| 2005年（平成17年） | 7,567 |
| 2010年（平成22年） | 7,810 |
| 2015年（平成27年） | 7,794 |
| 2020年（令和2年）  | 8,123 |

### 世帯数の変遷
国勢調査による世帯数の推移。
| 年                 | 世帯数 |
| ------------------ | ------ |
| 1995年（平成7年）  | 2,716  |
| 2000年（平成12年） | 2,800  |
| 2005年（平成17年） | 3,039  |
| 2010年（平成22年） | 3,258  |
| 2015年（平成27年） | 3,386  |
| 2020年（令和2年）  | 3,633  |

## 事業所
2021年（令和3年）現在の経済センサス調査による事業所数と従業員数は以下の通りである。
| 丁目           | 事業所数  | 従業員数 |
| -------------- | --------- | -------- |
| 辻堂新町一丁目 | 133事業所 | 1,014人  |
| 辻堂新町二丁目 | 28事業所  | 250人    |
| 辻堂新町三丁目 | 48事業所  | 1,113人  |
| 辻堂新町四丁目 | 166事業所 | 2,812人  |
| 計             | 375事業所 | 5,189人  |

### 事業者数の変遷
経済センサスによる事業所数の推移。
| 年                 | 事業者数 |
| ------------------ | -------- |
| 2016年（平成28年） | 344      |
| 2021年（令和3年）  | 375      |

### 従業員数の変遷
経済センサスによる従業員数の推移。
| 年                 | 従業員数 |
| ------------------ | -------- |
| 2016年（平成28年） | 3,961    |
| 2021年（令和3年）  | 5,189    |

## 交通

### バス
- 神奈川中央交通
  - 辻08系統 高山車庫〜辻堂駅北口〜茅ヶ崎市立病院
  - 辻09系統 高山車庫〜辻堂駅北口・茅ヶ崎市立病院〜茅ヶ崎駅北口
  - 藤21系統 藤沢駅〜神明町・高山車庫・辻堂駅北口・茅ヶ崎市立病院〜茅ヶ崎駅北口
  - 辻33系統 辻堂駅北口〜羽鳥山・湘南ライフタウン・古里団地〜綾瀬車庫
  - 藤01系統 藤沢駅〜神明町〜高山車庫
  - 藤02系統 藤沢駅〜上村〜高山車庫
  - 藤03系統 藤沢駅〜上村・高山〜辻堂駅北口
  - 藤09系統 藤沢駅〜引地橋〜辻堂駅北口
  - 藤10系統 藤沢駅〜引地橋・市民病院〜辻堂駅北口
  - 辻31系統 辻堂駅〜引地橋〜老人センター

### 道路
- 神奈川県道307号辻堂停車場羽鳥線
- 神奈川県道308号辻堂停車場辻堂線

## 施設
- ルームズ大正堂つじどう店
- 食品館あおば辻堂店
- 藤沢市明治市民センター
- 藤沢辻堂新町郵便局
- ピーシーデポスマートライフ辻堂BASE
- 藤沢市立明治中学校
- ソニー湘南テクノロジーセンター
- 神奈川中央交通藤沢営業所
- 湘南モールフィル
- tvkハウジングプラザ藤沢
- 銀装藤沢工場
- NOK湘南開発センター
- ミスターマックス湘南藤沢店

## その他

### 日本郵便
- 郵便番号 : 251-0042[3]（集配局 : 藤沢郵便局[18]）。